# Каон
Као́н (или K-мезо́н, обозначается K) — мезон, содержащий один странный антикварк и один u- или d-кварк (антикаоны, напротив, содержат один странный кварк и один u- или d-антикварк). Каоны — самые лёгкие из всех странных (то есть имеющих ненулевое квантовое число, называемое странностью) адронов.

## Основные свойства
Существуют четыре каона с определённой массой:
1. Отрицательно заряженный K− (содержащий s-кварк и u-антикварк) имеет массу 493,667(16) МэВ и время жизни 1,2380(21)⋅10−8 секунд.
2. Его античастица, положительно заряженный K+ (содержащий u-кварк и s-антикварк) согласно CPT-симметрии должен иметь массу и время жизни, равные соответственно массе и времени жизни K−. Экспериментально измеренная разность масс составляет 0,032(90) МэВ, то есть совместима с нулём. Разность во времени жизни также нулевая (экспериментальный результат: Δτ = 0,11(9)⋅10−8 секунды).
3. K0 (содержащий d-кварк и s-антикварк) имеет массу 497,614(24) МэВ.
4. Его античастица {\displaystyle \mathrm {{\bar {K}}^{0}} } (содержащая s-кварк и d-антикварк) имеет такую же массу.

Из кварковой модели ясно, что каоны формируют два изоспиновых дублета; то есть они принадлежат к фундаментальному представлению группы SU(2), называемому 2. Один дублет со странностью +1 и изоспином +1/2 содержит K+ и K0. Античастицы формируют второй дублет со странностью −1 и изоспином −1/2.
| Частица             | Символ                               | Анти- частица                             | Кварковый состав частицы                                              | Спин и чётность, {\displaystyle J^{\pi }} | Масса МэВ/c² | S   | C | B | Время жизни с          | Распадается на                             | Примечания                                                                     |
| ------------------- | ------------------------------------ | ----------------------------------------- | --------------------------------------------------------------------- | ----------------------------------------- | ------------ | --- | - | - | ---------------------- | ------------------------------------------ | ------------------------------------------------------------------------------ |
| Заряженный каон     | {\displaystyle \mathrm {K^{+}} }     | {\displaystyle \mathrm {K^{-}} }          | {\displaystyle \mathrm {u{\bar {s}}} }                                | Псевдоскаляр (0−)                         | 493,667(16)  | +1  | 0 | 0 | 1,24⋅10−8              | μ+νμ или π++π0 или π++π++π− или π0+e++νe   |                                                                                |
| Нейтральный каон    | {\displaystyle \mathrm {K^{0}} }     | {\displaystyle \mathrm {{\bar {K}}^{0}} } | {\displaystyle \mathrm {d{\bar {s}}} }                                | Псевдоскаляр (0−)                         | 497,614(24)  | +1  | 0 | 0 | слабый распад см. ниже |                                            | Сильное собственное состояние — нет определённого времени жизни                |
| Короткоживущий каон | {\displaystyle \mathrm {K_{S}^{0}} } | {\displaystyle \mathrm {K_{S}^{0}} }      | {\displaystyle \mathrm {\frac {d{\bar {s}}+s{\bar {d}}}{\sqrt {2}}} } | Псевдоскаляр (0−)                         | 497,614(24)  | (*) | 0 | 0 | 0,89⋅10−10             | π+ + π− или 2π0                            | Слабое собственное состояние — состав указывает на нарушение CP-инвариантности |
| Долгоживущий каон   | {\displaystyle \mathrm {K_{L}^{0}} } | {\displaystyle \mathrm {K_{L}^{0}} }      | {\displaystyle \mathrm {\frac {d{\bar {s}}-s{\bar {d}}}{\sqrt {2}}} } | Псевдоскаляр (0−)                         | 497,614(24)  | (*) | 0 | 0 | 5,2⋅10−8               | π±+e∓+νe или π±+μ∓+νμ или 3π0 или π++π0+π− | Слабое собственное состояние — состав указывает на нарушение CP-инвариантности |

Хотя K0 и его античастица {\displaystyle \mathrm {{\bar {K}}^{0}} } обычно появляются в результате сильного взаимодействия, они распадаются посредством слабого взаимодействия. Следовательно, их можно рассматривать как композицию двух слабых собственных состояний, которые имеют очень различные времена жизни:
1. Долгоживущий нейтральный каон, обозначаемый KL («K-long»), обычно распадается на три пиона и имеет время жизни 5,18⋅10−8 секунд.
2. Короткоживущий нейтральный каон, обозначаемый KS («K-short»), обычно распадается на два пиона и имеет время жизни 8,958⋅10−11 секунд.

(См. #Смешивание нейтральных каонов ниже)
Эксперименты 1964 года, показавшие, что KL редко распадается на два пиона, привели к открытию нарушения CP-инвариантности (см. ниже).
Основные варианты распада для K+:
1. {\displaystyle \mu ^{+}\nu _{\mu }} (лептонный, коэффициент ветвления BR = 63,55(11)%);
2. {\displaystyle \pi ^{+}\pi ^{0}} (адронный, BR = 20,66(8)%);
3. {\displaystyle \pi ^{+}\pi ^{+}\pi ^{-}} (адронный, BR = 5,59(4)%);
4. {\displaystyle \pi ^{0}e^{+}\nu _{e}} (полулептонный, BR = 5,07(4)%);
5. {\displaystyle \pi ^{0}\mu ^{+}\nu _{\mu }} (полулептонный, BR = 3,353(34)%);
6. {\displaystyle \pi ^{+}\pi ^{0}\pi ^{0}} (адронный, BR = 1,761(22)%);

## Странность
Открытие адронов со внутренним квантовым числом — «странностью» — положило начало самой поразительной эпохе в физике элементарных частиц, которая даже сейчас, пятьдесят лет спустя, не дошла до своего завершения… Именно большие эксперименты определили это развитие, и основные открытия появлялись неожиданно или даже вопреки ожиданиям теоретиков.— Bigi I. I., Sanda A.I. CP Violation (англ.). — New York: Cambridge Univ. Press, 2000. — 382 p. — ISBN 0-521-44349-0.
В 1947 году Д. Рочестер и К. К. Батлер опубликовали две фотографии событий в камере Вильсона, вызванных космическими лучами; на одной была показана нейтральная частица, распадающаяся на два заряженных пиона, а на другой — заряженная частица, распадающаяся на заряженный пион и что-то нейтральное. Оценка масс новых частиц была грубой — приблизительно половина массы протона. Дальнейшие примеры этих «V-частиц» появились не скоро.
Первый прорыв был совершён в Калтехе (США), где камера Вильсона была доставлена на гору Вильсона для более эффективного наблюдения за космическими лучами. В 1950 году было замечено 30 заряженных и 4 нейтральных V-частицы. Вдохновлённые этим, учёные проводили множество наблюдений на вершине горы несколько последующих лет, и к 1953 г. была принята следующая классификация: «L-мезон» означало мюон или пион. «K-мезон» означало частицу, имевшую массу между массами пиона и нуклона. «Гиперон» означало любую частицу тяжелее нуклона.
Распады были очень медленными; типичные времена жизни были порядка 10−10 секунды. Однако рождение частиц в пион-протонных реакциях происходило намного быстрее, с характерным временем порядка 10−23 секунды. Проблема этого несоответствия была решена Абрахамом Пайсом, постулировавшим существование нового квантового числа, названного «странностью», которое сохраняется при сильном взаимодействии, но не сохраняется при слабом. Странные частицы появлялись в больших количествах из-за «связанного рождения» одновременно странной и антистранной частицы. Вскоре было показано, что оно не является мультипликативным квантовым числом, поскольку иначе были бы разрешены реакции, которые не наблюдались на новых циклотронах, построенных в Брукхейвенской национальной лаборатории (США) в 1953 году и в Национальной лаборатории Лоуренса в Беркли (США) в 1955 году.

## Нарушение чётности: загадка θ-τ
Для заряженных странных мезонов было найдено два типа распада:
1. θ+ → π+ + π0
2. τ+ → π+ + π+ + π−.

Поскольку два конечных состояния имеют разную чётность, предполагалось, что начальные состояния также должны иметь разную чётность, и следовательно быть двумя разными частицами. Однако более точные измерения не показали никакой разницы в их массах и временах жизни, доказав, что они являются одной и той же частицей. Это явление известно как загадка θ-τ. Она была решена только с открытием нарушения чётности в слабых взаимодействиях. Поскольку мезоны распадаются посредством слабого взаимодействия, чётность не должна сохраняться, и два распада могут быть вызваны одной частицей, сейчас называемой K+.

## Нарушение CP-симметрии в осцилляциях нейтральных мезонов
Сначала считалось, что, хотя чётность нарушается, CP (заряд+чётность) симметрия сохраняется. Чтобы понять открытие нарушения CP-симметрии, необходимо понять смешивание нейтральных каонов; это явление не требует нарушения CP-симметрии, но именно в этом контексте впервые наблюдалось нарушение CP-симметрии.

### Смешивание нейтральных каонов

Два разных нейтральных K мезона, имеющих разную странность, могут превращаться друг в друга посредством слабого взаимодействия, поскольку в этом взаимодействии не сохраняется странность. s-Кварк в K^{0} превращается в d-кварк, поглощая два W-бозона противоположных зарядов. d-Антикварк в K^{0} превращается в s-антикварк, испуская их

Поскольку нейтральные каоны имеют странность, они не могут быть своими собственными античастицами. Тогда должно быть два разных нейтральных каона, различающихся на две единицы странности. Вопрос в том, как установить существование этих двух мезонов. Решение использует явление, названное осцилляции нейтральных частиц, при котором эти два вида мезонов могут превращаться друг в друга посредством слабого взаимодействия, которое заставляет их распадаться на пионы (см. прилагаемый рисунок).
Эти осцилляции впервые были исследованы Мюрреем Гелл-Манном и Абрахамом Пайсом в их совместной работе. Они рассмотрели CP-инвариантную временную эволюцию состояний с противоположной странностью. В матричных обозначениях можно написать
{\displaystyle \psi (t)=U(t)\psi (0)={\rm {e}}^{iHt}{\begin{pmatrix}a\\b\end{pmatrix}},\qquad H={\begin{pmatrix}M&\Delta \\\Delta &M\end{pmatrix}}}
где ψ — это квантовое состояние системы, характеризуемое амплитудами существования в каждом из двух основных состояний (которые обозначены a и b во время t = 0). Диагональные элементы (M) гамильтониана соответствуют сильному взаимодействию, при котором сохраняется странность. Два диагональных элемента должны быть равными, поскольку частица и античастица имеют равные массы в отсутствие слабого взаимодействия. Не лежащие на диагонали элементы, которые смешивают частицы с противоположной странностью, вызваны слабым взаимодействием; CP-симметрия требует, чтобы они были действительными.
Если матрица H действительна, вероятности двух состояний будут вечно колебаться взад и вперёд. Однако, если какая-то часть матрицы будет мнимой, хотя это запрещено CP-инвариантностью, тогда часть комбинации со временем будет уменьшаться. Уменьшающейся частью может быть либо одна компонента (a), либо другая (b), либо смесь обеих.

#### Смешивание
Собственные состояния получаются при диагонализации этой матрицы. Это даёт новые собственные векторы, которые мы можем назвать K1, который является суммой двух состояний с противоположной странностью, и K2, который является разностью. Оба они являются собственными состояниями CP с противоположными собственными значениями; K1 имеет CP = +1, а K2 имеет CP = −1. Поскольку двухпионное конечное состояние также имеет CP = +1, только K1 может распадаться этим путём. K2 должен распадаться на три пиона. Поскольку масса K2 немного больше суммы масс трёх пионов, этот распад происходит очень медленно, примерно в 600 раз медленнее, чем распад K1 на два пиона. Эти два пути распада наблюдались Леоном Ледерманом и его коллегами в 1956 г., которые установили существование двух слабых собственных состояний (состояний с определённым временем жизни при распаде нейтральных каонов посредством слабого взаимодействия) нейтральных каонов.
Эти два собственных состояния были названы KL (K-long) и KS (K-short). CP-симметрия, которая в то время считалась незыблемой, предполагает, что KS = K1 и KL = K2.

#### Осцилляция
Изначально чистый пучок K0 будет при распространении превращаться в свои античастицы, которые затем будут превращаться обратно в начальные частицы, и так далее. Это явление было названо осцилляцией частиц. При наблюдениях распадов на лептоны выяснилось, что K0 всегда распадался с эмиссией электрона, в то время как античастица {\displaystyle \mathrm {{\bar {K}}^{0}} } — с эмиссией позитрона. При первом анализе было выявлено соотношение между уровнем рождения электронов и позитронов из источников чистых K0 и их античастиц {\displaystyle \mathrm {{\bar {K}}^{0}} }. Анализ зависимости по времени полулептонного распада доказал существование явления осцилляций и позволил выяснить расщепление масс между KS и KL. Поскольку оно существует благодаря слабому взаимодействию, оно очень мало, 3,483(6)⋅10−12 МэВ (10−15 массы каждого состояния).

#### Восстановление
Пучок нейтральных каонов в полёте распадается так, что короткоживущий KS исчезает, оставляя поток чистых долгоживущих KL. Если этот поток проходит через вещество, K0 и его античастица {\displaystyle \mathrm {{\bar {K}}^{0}} } по-разному взаимодействуют с ядрами. С K0 происходит квазиупругое рассеяние на нуклонах, в то время как его античастица может создавать гипероны. Из-за различного взаимодействия двух компонент теряется квантовая когерентность между двумя частицами. Возникающий поток содержит различные линейные суперпозиции K0 и {\displaystyle \mathrm {{\bar {K}}^{0}} }. Такая суперпозиция является смесью KL и KS; таким образом, KS восстанавливается при прохождении пучка нейтральных каонов через вещество. Восстановление наблюдалось Оресте Пиччони и его коллегами в Национальной лаборатории Лоуренса в Беркли. Вскоре после этого, Роберт Адэр со своими помощниками сообщил об избыточном восстановлении KS, тем самым открыв новую главу в этой истории.

### Нарушение CP-симметрии
Пытаясь проверить результаты Адэра, в 1964 году Джеймс Кронин и Вал Фитч из BNL обнаружили распад KL на два пиона (CP = +1). Как указано выше, этот распад требует, чтобы предполагаемые начальные и конечные состояния имели различные значения CP, и, следовательно, немедленно предполагает нарушение CP-симметрии. Другие объяснения, такие как нелинейность квантовой механики или новая элементарная частица (гиперфотон), вскоре были отброшены, оставив нарушение CP-симметрии единственной возможностью. За это открытие Кронин и Фитч получили Нобелевскую премию по физике 1980 года.
Выяснилось, что хотя KL и KS являются слабыми собственными состояниями (потому что они имеют определённое время жизни при распаде посредством слабого взаимодействия), они не совсем CP-состояния. Вместо этого, с точностью до нормировочного множителя
KL = K2 + εK1
(и аналогично для KS), где ε — малый параметр. Таким образом, изредка KL распадается как K1 с CP = +1, и аналогично KS может распадаться как K2 с CP = −1. Это явление известно как непрямое нарушение CP-симметрии, нарушение CP-симметрии из-за смешивания K0 и его античастицы. Существует также и прямое нарушение CP-симметрии, при котором нарушение происходит при самом распаде. Оба эффекта наблюдаются, поскольку и смешивание, и распад происходят от одного и того же взаимодействия с W-бозоном и, таким образом, нарушение CP-симметрии предсказывается ККМ-матрицей.